# Ektrodaktylia

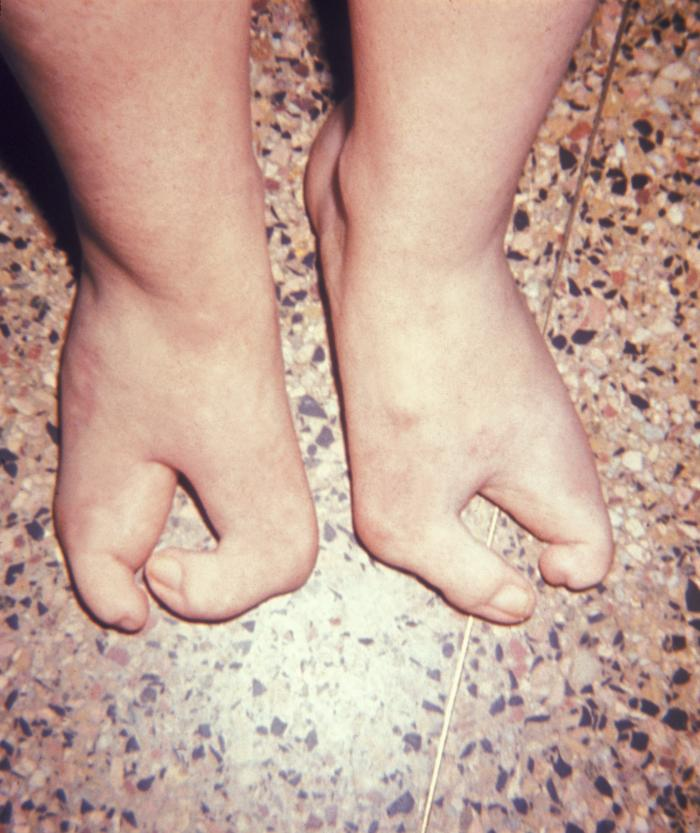
Stopy dziecka z ektrodaktylią.

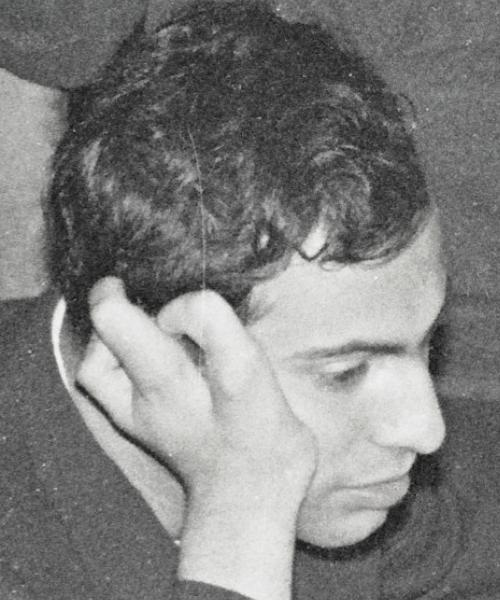
Michaił Tal: ektrodaktylia prawej dłoni.

Ektrodaktylia ("szczypce homara", łac. ectrodactylia, ang. ectrodactyly, z gr. εκτρομα = poronienie + δακτίλος = palec) – malformacja kończyny polegająca na całkowitym lub częściowym braku palców stopy i (lub) dłoni. Stopień ciężkości wady jest różny, w zakresie kończyny górnej wada typowo ma postać braku trzeciego promienia palców z głębokim rozszczepem sięgającym wysokości nadgarstka. Palce ograniczające rozszczep mogą wykazywać klinodaktylię, kamptodaktylię, syndaktylię lub niedorozwój.